# チェリアーノ・ラゲット
チェリアーノ・ラゲット（伊: Ceriano Laghetto [tʃeˈrjaːno laˈɡetto], ロンバルド語: Cerian Laghett
）は、イタリア共和国ロンバルディア州モンツァ・エ・ブリアンツァ県にある、人口約6,600人の基礎自治体（コムーネ）。

## 地理

### 位置・広がり

#### 隣接コムーネ
隣接するコムーネは以下の通り。括弧内のVAはヴァレーゼ県、MIはミラノ県所属を示す。
- ボヴィージオ＝マシャーゴ
- チェザーノ・マデルノ
- コリアーテ
- サロンノ (VA)
- ソラーロ (MI)

### 気候分類・地震分類
気候分類では、zona E, 2474 GGに分類される。
また、イタリアの地震リスク階級 (it) では、zona 4 (sismicità molto bassa) に分類される。

## 行政

### 分離集落
チェリアーノ・ラゲットには、以下の分離集落（フラツィオーネ）がある。
- Dal Pozzo, San Damiano, Villaggio Brollo